# Polyscias waimeae
Polyscias waimeae är en araliaväxtart som först beskrevs av Heinrich Wawra och som fick sitt nu gällande namn av Porter Prescott Lowry och Gregory M. Plunkett.
Polyscias waimeae ingår i släktet Polyscias och familjen araliaväxter. Inga underarter finns listade i Catalogue of Life.